# زواج المثليين في أونتاريو
أصبح زواج المثليين قانونيا في المقاطعة الكندية أونتاريو قانونيا منذ 10 يونيو 2003. تم عقد أول زواج مثلي قانوني في أونتاريو بين كيفن بوراسا وجو فارنل، وإيلاين فوتور وآن فوتور، من خلال القس مثلي الجنس برينت هاوكس في 14 يناير 2001. وتم التشكيك في قانونية حالات الزواج هذه، ولم يتم تسجيلها قانونيا إلا بعد 10 يونيو 2003، عندما أيد حكم محكمة الاستئناف في أونتاريو في هالبيرن ضد كندا (المدعي العام) حكم محكمة أقل درجة التي أعلنت أن تعريف الزواج بعبارات مغايرة جنسيا، انتهكت الميثاق الكندي للحقوق والحريات.
أصبحت أونتاريو ثالث ولاية قضائية في العالم (بعد هولندا وبلجيكا)، وكذلك أول ولاية قضائية في الأمريكتين تشرع زواج المثليين. كان أول زواج مثلي قانوني تم تسجيله في أونتاريو هو زواج باولا باريرو وبلانكا ميخياس، والتين تزوجتا زواجا باستخدام إجراء قانوني قديم يدعى قراءة الشعارات أيضا في كنيسة إيمانويل هاورد بارك المتحدة في 29 سبتمبر 2001 وسجل في العام نفسه. وكان الضابط هو القس شيري دينوفو (التي شغلت فيما بعد منصب عضوة للبرلمان الٱقليمي في أونتاريو لدائرة باركدايب-هاي بارك من 2006 إلى 2017). من الواضح أن مكتب المسجل العام لم يظن بأن الإسمين على أنهما لسيدتين وأصدر شهادة زواج. طلب نموذج الزواج طلب فقط أسماء العروس والعريس، وليس جنس المتقدمين.
كل هذه الزيجات كانت باستخدام إجراء قانوني قديم يدعى قراءة الشعارات في كنائس الزوجين. أول رخصة زواج مدني صدرت لزوجين مثليين كانت لمايكل ستارك ومايكل لشنر، اللذين كانا قد منحا فترة الانتظار المعتادة واستكملا إجراءات الزواج بعد ساعات قليلة من صدور حكم المحكمة، في 10 يونيو 2003.

## الخلفية
في عام 1993، قضت محكمة أونتاريو العليا في قضية لايلاند ضد أونتاريو بأن الأزواج المثليين لا يتمتعون بالقدرة على الزواج من بعضهم البعض. ومع ذلك، كان هذا القرار غير ملزم لأنها كانت نفس المحكمة التي نظرت في القضية في عام 2002. كتب أحد القضاة في القضية الأخيرة «باحترام، القرارات التي أشرت إليها افترضت، دون تحليل، أن العجز في مسألة زواج الأشخاص المثليين كانت مسألة محلية، فالقرارات ليست ملزمة لهذه المحكمة، وفيما يتعلق بذلك، لا أجدها مقنعة».
كان من شأن قانون تعديل قانون المساواة في الحقوق أن يمنح الأزواج المثليين وضعا مماثلا للاتحادات المدنية، وقد تم اقتراحه من قبل حكومة بوب راي في عام 1994، لكن هُزم مشروع القانون ولم يتم تمريره.
في أكتوبر 1999، سنت الجمعية التشريعية في أونتاريو مشروع قانون يمنح الشركاء المثليين نفس الحقوق والمسؤوليات القانونية المطبقة على الأزواج المغايرين بموجب 67 قانونًا من المقاطعات وفقًا لما يقتضيه قرار المحكمة العليا بكندا في قضية إم ضد آيتش. قدمت مصطلح «شريك مثلي»، مع الحفاظ على تعريف مغاير «للزوج». كما تضمن حق الشركاء والأزواج المثليين في تبني الأطفال بشكل مشترك.

### حكم محكمة الاستئناف
في 12 يوليو 2002، في حكم 3 قضاة لصالح ضد عدم حكم أي قاض ضد (3-0) صادر عن المحكمة العليا في أونتاريو، فاز الأزواج المثليون بالحق في الزواج في قضية هالبيرن ضد كندا (المدعي العام). قضت المحكمة بأن حصر الزواج على الأزواج المغايرين ينتهك أحكام المساواة في الميثاق الكندي للحقوق والحريات، مما يمنح الحكومة الكندية حكماً لمدة عامين لإصدار تشريع ينفذ زواج المثليين؛ وإلا، فإن زواج المثليين سيدخل حيز التنفيذ تلقائيًا.
في عام 2003، استأنف الأزواج في هالبيرن القرار، وطلبوا أن يسري القرار فورًا بدلاً من التأخير. في 10 يونيو 2003، أكدت محكمة الاستئناف في أونتاريو أن القانون الكندي الحالي بشأن الزواج ينتهك أحكام المساواة الواردة في القسم الخامس عشر من الميثاق الكندي للحقوق والحريات لأنه يحصر الزواج إلى الأزواج المغايرين فقط. ألغت محكمة الاستئناف وقف الحكم المنصوص عليه في حكم عام 2002، مما تسبب في دخول الحكم حيز التنفيذ على الفور.
على الرغم من أن الزواج هو قانون فيدرالي، إلا أن للمحكمة اختصاص لتنفيذ الحكم داخل أونتاريو فقط. وبذلك أصبحت المقاطعة أول ولاية قضائية في أمريكا الشمالية تعترف بزواج المثليين، والثالثة في العالم. وبالتالي، أعلنت مدينة تورنتو أن كاتب المدينة سيبدأ إصدار تراخيص زواج للأزواج المثليين. في اليوم التالي، أعلن النائب العام في أونتاريو أن المقاطعة سوف تمتثل للحكم.
وقضت المحكمة أيضًا بأن الأزواج المثليين اللذين حاولوا الزواج من قبل باستخدام إجراء قانوني قديم يدعى «قراءة الشعارات» سيعتبرون متزوجين قانونيًا.

## تشريعات المقاطعة
في 24 فبراير 2005، تم تمرير قانون تعديل قانون العلاقات الزوجية في المجلس التشريعي، الذي أجرى «التدبير المنزلي» على مختلف قوانين أونتاريو، لمواءمتها مع حكم المحكمة. كذلك، يضمن مشروع القانون أنه لن يتم إجبار أي مؤسسة دينية أو رجل دين على أداء احتفال ضد معتقداتهم. لا يوجد مثل هذا الحكم للمسؤولين المدنيين. تلقى القانون الموافقة الملكية في 9 مارس 2005.
في 29 تشرين الثاني/نوفمبر 2016، أقرت الجمعية التسريعية في أونتاريو «قانون جميع الأسر على قدم المساواة (تعديل قانون قانون الأبوة والتسجيلات ذات الصلة)، 2016» بالإجماع (79-0). غير مشروع القانون مصطلحي «الأم» و «الأب» في شهادات الميلاد والمستندات القانونية الأخرى إلى المصطلح المحايد جندريا «الولي». كما يضمن مشروع القانون أن الأزواج مثل أولئك الذين يستخدمون التبرع بالحيوانات المنوية أو بالبويضات أو الأم الحاضنة، سيتم الاعتراف بهم قانونًا كأبوين، وبالتالي لا يتعين عليهم تبني أطفالهم. حصل القانون على الموافقة الملكية في 5 ديسمبر ودخل حيز التنفيذ في 1 يناير 2017.

## طلاق المثليين
في 13 سبتمبر 2004، أعلنت محكمة استئناف أونتاريو أن قانون الطلاق غير دستوري لاستبعاد زواج المثليين. وأمرت بقراءة زواج المثليين في هذا القانون، مما سمح للمدعين في القضية، وهما زوجتان مثليتان، بالطلاق.